# Monti Khasi
I Monti Khasi (in inglese Khasi Hills) sono un gruppo montuoso del nordest dell'India, nello stato del Meghalaya, parte della catena Garo-Khasi e della catena di Patkai nell'ecoregione delle foreste subtropicali del Meghalaya.

## Descrizione
Il nord dei monti scende gradualmente nella valle del Brahmaputra con una serie di sierre basse coperte di una fitta giungla, ma la parte sud della catena arriva facilmente a un'altezza di 1.200 metri e forma una barriera a nord della valle del Surma. Questa parte forma un altopiano da 1.200 a 1.800 metri con cime come il monte Shillong di 1.999 metri. Il numero di fiumi e torrenti è considerevole, ma nessuno è importante né serve come mezzo di comunicazione. I principali sono, in direzione nord, il Kapil, il Barpani, l'Umiam o Kiling e il Digru, tutti che sfociano nel Kalang nell'Assam, e il Khri o Kulsi, in direzione sud il Lubha, il Bogapani e il Kynchiang o Jadukata.
La zona ha un clima temperato, particolarmente gradevole in estate e un po' freddo in inverno nelle parti più alte, in generale il clima è salubre. L'albero dominante è il Pinus kesiya, un pino nativo che predomina sul resto, ci sono anche gruppi di querce, castagni, magnolie, faggiole e altri alberi. Gli animali della zona sono elefanti, tori, tigri, orsi, leopardi, cani selvaggi, bufali selvaggi e vari tipi di capre.
La regione è abitata dai popoli dei Khasi. Uno dei suoi capoluoghi, Cherrapunji, si considera uno dei luoghi più umidi del mondo.
Attualmente forma tre distretti di Meghalaya, ma anteriormente costituiva un solo distretto (Distretto dei Monti Khasi) che esistette tra il 1972 e 1976. Prima del 1972 formava un distretto dell'Assam chiamato distretto dei Monti Khasi e Jaintia. Dal 1976 al 1992 esistettero due distretti, finché nel 1992 il distretto dei Monti Khasi Orientali si separò del distretto di Ri Bhoi.